# XXXTentacion
XXXTentacion (IPA: ɛksˌɛksˌɛksˌtɛntəˈsjɒn), pseudonimo di Jahseh Dwayne Ricardo Onfroy (Plantation, 23 gennaio 1998 – Deerfield Beach, 18 giugno 2018), è stato un rapper e cantautore statunitense.
Rapper controverso, il suo successo in giovane età (la sua carriera iniziò all'età di 16 anni) è legato alla piattaforma online SoundCloud. Il suo album di debutto, 17, esordì nella seconda posizione della Billboard 200, raccogliendo diverse critiche positive volte alla sua estetica e al suo stile musicale. Il suo secondo album in studio, ?, debuttò in vetta alla Billboard 200, e i singoli Sad!, Changes e Moonlight rientrarono nelle prime venti posizioni della Billboard Hot 100. A seguito della sua morte, Sad! salì dalla 2ª posizione alla prima, rendendo così Onfroy il secondo artista nella storia ad avere un singolo postumo in cima alla classifica, dopo The Notorious B.I.G. con Mo Money Mo Problems nel 1997.
I suoi maggiori successi sono le canzoni Look at Me (nel mixtape Revenge), Jocelyn Flores, Fuck Love, Everybody Dies in Their Nightmares e Revenge (contenute nell'album 17), Sad!, Moonlight, Changes e Hope (nell'album ?). Incorporò diversi generi musicali distanti dall'hip hop nei suoi lavori, tra cui anche R&B, heavy metal e punk rock, arrivando ad essere considerato come uno dei pionieri dell'emo rap e del SoundCloud rap.

## Biografia
Jahseh Onfroy, il cui nome fu scelto dal padre in omaggio al brano So Jah Seh dei Bob Marley & The Wailers, nasce il 23 gennaio 1998 a Plantation, Florida, da genitori giamaicani di fede rastafari, Dwayne Ricardo Onfroy e Cleopatra Eretha Dreena Bernard. Aveva due fratelli, una sorella e un fratellastro condiviso paternamente. Trascorse la sua infanzia principalmente a Lauderhill e Pompano Beach, cresciuto maggiormente dalla nonna materna Collette Jones, a causa delle crisi finanziarie della madre. Ha spesso sostenuto di non aver vissuto in un ambiente sereno, arrivando, all'età di 6 anni, sul punto di pugnalare un uomo che stava maltrattando sua madre. Fu inserito nel Programma Giovanile, prima di essere costretto a trasferirsi da sua nonna.
Fu indirizzato al mondo della musica dalla zia, che lo convinse a frequentare il coro della scuola e successivamente ad iscriversi al coro della chiesa. Fu presto cacciato dal coro della scuola dopo aver attaccato uno studente. Onfroy frequentò la Margate Middle School, dalla quale fu poi espulso dopo una serie di scontri fisici. Successivamente è stato iscritto da sua madre alla Sheridan House Family Ministries, che ha frequentato per oltre sei mesi. Onfroy iniziò ad ascoltare il nu metal, l'hard rock e il rap durante il periodo presso la Sheridan House Family Ministries, il che lo portò ad imparare il pianoforte e la chitarra.
Onfroy frequentò la Piper High School fino a quando non abbandonò la scuola durante la seconda superiore. Ha descritto se stesso come un "disadattato" durante quel periodo, citando quanto fosse tranquillo nonostante fosse popolare e regolarmente coinvolto in scontri fisici. In un'occasione Onfroy ha affermato che durante il suo periodo al liceo era emotivamente insicuro e depresso.
A segnare la vita di Onfroy fu la violenza: nel 2014 rimase per un anno in un penitenziario giovanile, dove conobbe Stokeley Clevon Goulbourne, rapper noto col suo nome d'arte Ski Mask the Slump God, con il quale collaborerà per la produzione di brani musicali una volta uscito di prigione.
Tra il 2014 ed il 2016, Onfroy lavorò per un call center, ma perse l'impiego a causa dei problemi con la legge.
Prima della sua morte ha avuto una relazione con Jenesis Sanchez. Tre giorni dopo la sua morte, Cleopatra annunciò la gravidanza di Sanchez, con in grembo il figlio di Onfroy. Il 22 agosto 2018 è stato confermato il sesso maschile del bambino. La famiglia di Onfroy ha mantenuto il suo desiderio di chiamarlo "Gekyume", un termine coniato da lui stesso, avente come significato "nuovo universo di pensiero". Il bambino è nato il 26 gennaio 2019 e la notizia è stata diffusa sui profili Instagram di Onfroy e di sua madre Cleopatra.

## Carriera

### Gli inizi (2013-2017)

#### Ski Mask e Members Only

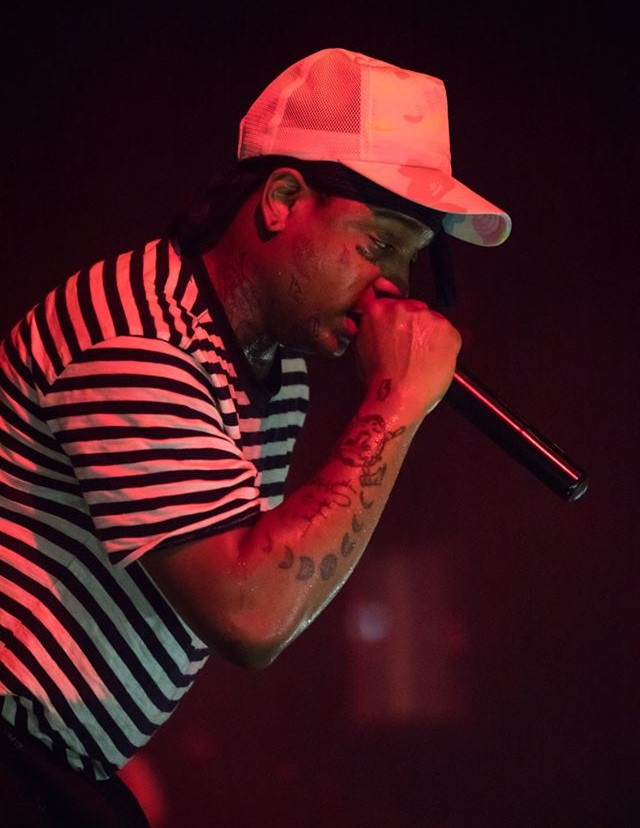
Ski Mask the Slump God, rapper nonché amico di XXXTentacion, col quale si incontrò in carcere

L'inizio della carriera di XXXTentacion risale a giugno 2013, dopo la pubblicazione del primo brano intitolato News/Flock. Nel 2014, Onfroy viene segnato dalla prima detenzione in carcere per accuse di possesso d'arma da fuoco e dall'incontro con Stokeley Clevon Goulbourne, in arte Ski Mask the Slump God. Il tempo trascorso durante la detenzione porterà all'amicizia tra i due rapper, i quali inizieranno subito a collaborare in freestyle. Ricordando il suo periodo in detenzione, Onfroy ha dichiarato di essere sempre stato rispettoso nei confronti delle guardie e di aver protetto delle persone dagli altri detenuti, compreso un suo compagno di cella omosessuale, il quale successivamente attaccherà poiché lo stava presumibilmente fissando mentre si cambiava i vestiti.
Quello stesso anno, in seguito alla liberazione dal centro di detenzione minorile, Onfroy e Goulbourne si incontrarono di nuovo con la convinzione che avrebbero commesso una serie di effrazioni domestiche per guadagno monetario, anche se Onfroy deciderà in seguito di comprare un microfono Blue Snowball per registrare musica, seguito poco dopo da Stokeley. Grazie al supporto di Goulbourne, Onfroy riuscirà a pubblicare il suo primo brano ufficiale intitolato Vice City nella piattaforma musicale SoundCloud, dove si fa conoscere con quello che diventerà poi il suo appellativo d'arte XXXTentacion. La parola "tentación" presente nel suo nome d'arte, è la traduzione in spagnolo di "tentazione". Parlando della sua decisione di abbandonare la vita criminale a favore della musica, Onfroy ha detto che riconosceva la musica come uno sfogo migliore per i suoi sentimenti e l'allora fidanzata Geneva Ayala lo ha aiutato a rendersene conto. Onfroy avrebbe quindi continuato a caricare piccoli snippet delle sue canzoni che avrebbe pubblicato successivamente o lasciate inedite. Alla fine Onfroy si unì al gruppo Very Rare di Ski Mask the Slump God, che lo accolsero poco prima di sciogliersi, e in seguito alla creazione del collettivo Members Only, assieme a Ski Mask, Craig Xen e Wifisfuneral.
Il 21 novembre 2014, Onfroy pubblica il suo primo extended play intitolato The Fall.
Nel 2015, Onfroy ha pubblicato il primo extended play collaborativo, assieme a Ski Mask the Slump God, intitolato Members Only, Vol. 1, prima di pubblicare Members Only, Vol. 2 assieme a diversi membri dei Members Only. Il 30 dicembre 2015, la versione originale di Look at Me viene caricata sull'account SoundCloud di Rojas, co-produttore della canzone.
Il 28 aprile 2016, Onfroy pubblica Willy Wonka Was a Child Murderer, la cui musica è fortemente ispirata all'heavy metal e alla musica indie. Nel 2016, Onfroy lascia il lavoro come operatore di call center grazie alla crescita della sua carriera musicale. Ciò lo portò a trasferirsi a casa del rapper Denzel Curry. Nel luglio 2016, Onfroy è stato arrestato e accusato di rapina e aggressione a mano armata. Dopo aver pagato una cauzione di 10000 $, Onfroy ha continuato a lavorare al suo album di debutto Bad Vibes Forever, che aveva una data d'uscita prevista per il 31 ottobre 2016. L'album non fu pubblicato ed è stato rinviato a causa dell'arresto di Onfroy agli inizi di ottobre per accusa di sequestro di persona, subornazione di testimoni e percosse aggravate nei confronti della sua fidanzata incinta.

#### La controversia con Drake ed il successo conLook at Me

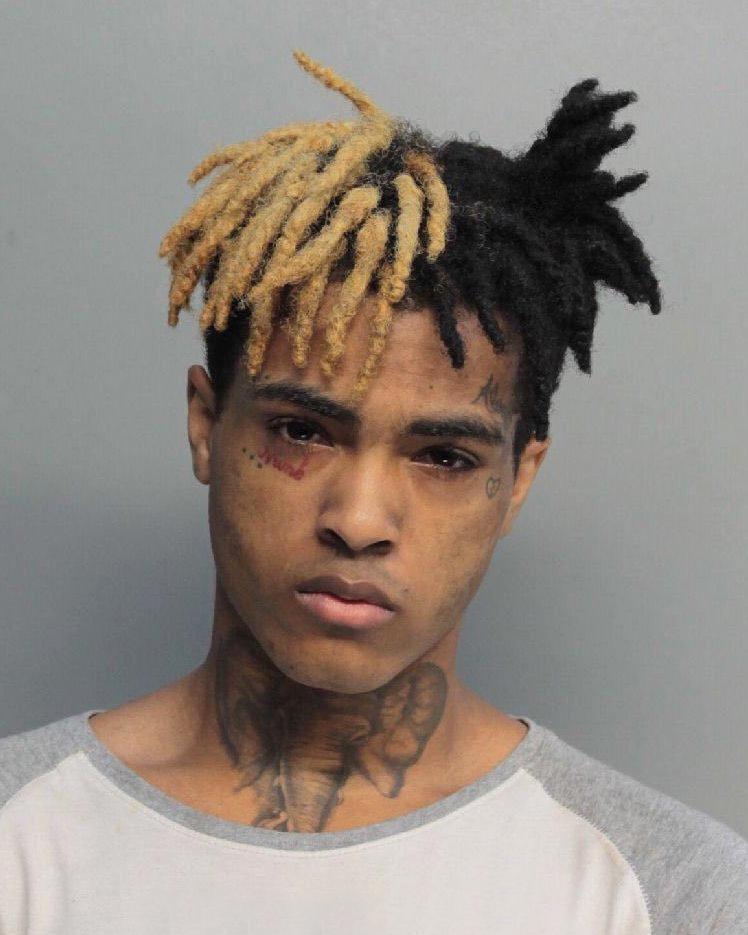
Foto segnaletica di XXXTentacion, utilizzata come copertina di Look at Me, risalente a ottobre 2016

Nel 2017, il brano Look at Me ha guadagnato successo, raggiungendo la 34ª posizione della Billboard Hot 100 e rientrando nella top 40 della Billboard Canadian Hot 100. Il singolo lo ha aiutato ad acquisire più popolarità a causa delle accuse contro il rapper canadese Drake nel febbraio di quell'anno, il quale avrebbe utilizzato un rapping simile nel brano KMT. L'artista aveva fatto ascoltare in anteprima il brano durante un suo concerto ad Amsterdam in collaborazione con Giggs. Di fronte alle accuse lanciategli da Onfroy e, soprattutto, dai fan di quest'ultimo, Drake nega il plagio della base di Look at Me. Il video musicale del brano viene pubblicato il 12 settembre 2017, rivelandosi un'"esca" per il pubblico: il video conteneva, oltre a Look at Me, la canzone Riot pubblicata nel 2015. Il video ha generato delle polemiche riguardanti una scena, dove viene mostrato un bambino bianco impiccato e guardato da un bambino nero. Alcuni mesi dopo il video verrà rimosso, per poi essere ripubblicato a seguito della morte di Onfroy. Durante la sua permanenza in carcere, Onfroy ha firmato un accordo che sarebbe stato gestito da Soloman Sobande; infatti, nonostante Onfroy fosse in prigione durante la prima svolta di Look at Me, gli agenti delle major hanno offerto dei contratti a sei cifre, portando Onfroy a firmare per la Empire Distribution con un basso tasso di royalty, un pieno controllo creativo ed un piccolo pagamento anticipato.
Dopo l'uscita di prigione il 18 aprile 2017, Onfroy ha pubblicato altri tre brani su SoundCloud. In un'intervista con WMIB, Onfroy ha annunciato che stava lavorando agli album in studio Bad Vibes Forever e 17 e al mixtape I Need Jesus. Dopo tre giorni dalla sua scarcerazione, in un'intervista con XXL, Onfroy ha dichiarato: "Ho quest'album davvero, davvero buono chiamato 17. È più un'alternative, dal ritmo R&B, poi ho questo mixtape chiamato I Need Jesus, che è principalmente il rap e il suono underground di sempre".

### Primi progetti solisti (2017)

#### Revengee17
Il 26 aprile 2017, Onfroy annuncia un tour nazionale di 26 date in collaborazione con Ski Mask the Slump God ed il rapper Craig Xen, intitolato The Revenge Tour. Il tour si interrompe bruscamente il 24 giugno, quando XXXTentacion decide di abbandonare il progetto a causa dell'omicidio di suo cugino. Il tour ottiene comunque grande copertura mediatica, sfortunatamente per numerosi episodi discutibili: nel concerto di San Diego, il rapper viene mandato al tappeto dal rapper Rob Stone a causa di un pugno, l'aggressione tramite pugnale ai danni di un fan, e la rissa, che ha coinvolto lo stesso XXXTentacion e alcuni spettatori.
Nello stesso anno, Onfroy viene inserito nella Freshman Class curata dalla rivista XXL.
Il 9 aprile, il rapper DRAM fa partecipare Onfroy come apripista al The Damn Tour di Kendrick Lamar allo Staples Center di Los Angeles. Il 16 maggio, l'etichetta Empire pubblica in download digitale il mixtape Revenge, contenente otto tracce precedentemente diffuse (tra cui Look at Me), raggiungendo la 44ª posizione nella Billboard 200. Il 26 giugno viene pubblicato il mixtape Members Only, Vol. 3.
Il 30 luglio arriva l'annuncio, mediante il social network Snapchat, della pubblicazione prossima, prevista per il 25 agosto, del primo album in studio del rapper di Plantation, intitolato 17. Questo album riscuoterà grande successo, acquisendo il secondo posto nella Billboard 200, vendendo 86 000 unità equivalenti alla prima settimana. L'album riceve risposte miste dalla critica, alcuni dei quali lodano le narrazioni personali e il suo stile musicale alternativo. Il singolo Jocelyn Flores, contenuto nell'album, ha debuttato alla 31ª posizione della Billboard Hot 100, diventando il brano che ha raggiunto la posizione maggiore di Onfroy.
Il 3 settembre, Onfroy annuncia che il suo secondo album Bad Vibes Forever è ancora in fase di produzione.

#### L'emergere nella scena musicale
Il 22 settembre, la cantante pop Noah Cyrus, figlia di Billy Ray Cyrus e sorella della rinomata Miley Cyrus, pubblica il brano Again, che vede il featuring di XXXTentacion, il quale si cimenta in una strofa cantata e non rappata. Il rapper di Plantation, inoltre, non fa la sua comparsa nel videoclip ufficiale del brano stesso. Il brano fu accolto in modo discreto, ma alla cantante di Nashville fu contestata la scelta di voler collaborare con un artista incriminato per violenze domestiche.
Il 19 ottobre, Onfroy sigla un contratto da 6 milioni di dollari con la Caroline Records. Il 27 ottobre, attraverso il social network Instagram, annuncia pubblicamente di voler rinunciare a produrre e comporre nuova musica temporaneamente. Il 29 ottobre, il rapper, sempre attraverso il proprio profilo Instagram, annuncia di voler rimuovere da SoundCloud tutti i brani da lui pubblicati. Il giorno successivo, rivela di voler riprendere a produrre musica solamente in caso di riavvicinamento con Ski Mask the Slump God, artista amico di Onfroy ma dal quale si era allontanato da alcuni mesi. Il 2 novembre, tuttavia, il rapper pubblica su Instagram un estratto di un suo brano inedito che si rivelerà poi essere Hate Will Never Win. Quella settimana, Onfroy annuncia la data d'uscita di Bad Vibes Forever, fissata per il 17 novembre. Parlando dell'album, Onfroy ha dichiarato: "sarà un mix di generi per cui mi avete già visto dilettarmi, se non sei un mio fan questo non è un album per te, è solo per i fan più accaniti". Il titolo del nuovo album riprenderà lo stesso nome dell'etichetta discografica del rapper.

#### 21XXX,A Ghetto Christmas Carole l'incarcerazione
L'8 dicembre 2017 viene pubblicato in streaming e download digitale l'album 21XXX, apparentemente realizzato in collaborazione con il rapper di Atlanta 21 Savage. Tale disco si rivela essere tuttavia un falso, dal momento che consiste in una raccolta di brani raccolti da alcuni fan, realizzati in occasioni diverse da XXXTentacion e 21 Savage, spesso con artisti non accreditati. L'11 dicembre 2017, il rapper pubblica su SoundCloud l'EP A Ghetto Christmas Carol, contenente cinque brani inediti, prodotti da Onfroy stesso, Ronny J, Cubeatz e J Dilla. La pubblicazione di tale EP viene anticipata dallo stesso Onfroy solamente poche ore prima dell'11 dicembre.
Il 15 dicembre Onfroy viene arrestato per intimidazione e molestie a danno di testimoni: in particolare, il rapper aveva minacciato nient'altri che Geneva Ayala, vittima degli abusi domestici di Onfroy, a pochi giorni dal processo. Nonostante l'iniziale incarcerazione, della durata prevista sino al 23 gennaio 2018, il rapper viene condannato in seguito agli arresti domiciliari.
Un giorno prima dell'udienza per accusa di subornazione di testimoni, Onfroy annuncia la produzione di tre album che dovrebbero essere pubblicati nel 2018. Il 29 dicembre 2017, mentre si trovava agli arresti domiciliari, ha annunciato il titolo di tutti e tre gli album: Skins, Bad Vibes Forever (già rivelato tempo addietro) e ?. Non verrà alla luce, quindi, il progetto I Need Jesus, cui il rapper aveva fatto accenno agli albori del 2017.

### Il canale YouTube e il secondo album?(2018)
Il 22 giugno 2015, Onfroy iniziò ad usare il suo canale YouTube di lunga data "xxxtentacion" (ora stilizzato in maiuscolo) per pubblicare vlog e gameplay. A partire da giugno 2024, il canale conta più 40,5 milioni di iscritti e circa 11 miliardi di visualizzazioni totali.
Il 22 gennaio 2018, Onfroy annuncia su Instagram una collaborazione con Joey Badass. Il 9 marzo 2018, il brano, un freestyle di King's Dead, viene pubblicato su SoundCloud. Lo stesso giorno, Onfroy pubblica il video "#THEHELPINGHANDCHALLENGE", che lo vede donare strumenti musicali, videogiochi e altri doni ad una casa di affido familiare. Poco tempo dopo, Onfroy dichiara che avrebbe pubblicato il suo nuovo album appena completato solo se l'hashtag "#HELPINGHANDCHALLENGE" avesse raggiunto un milione di citazioni su Instagram.
Il 2 febbraio, Onfroy pubblica il primo singolo del 2018 intitolato Shining Like the Northstar. Il 16 febbraio, il rapper compare nella traccia Banded Up, secondo singolo del mixtape OMGRONNY del collaboratore di lunga data e produttore Ronny J. Il 21 febbraio 2018 pubblica un brano sulla piattaforma SoundCloud intitolato Hope, dedicato alle vittime nella sparatoria avvenuta in una scuola a Parkland, in Florida, accaduta poco prima.
Alla mezzanotte fra il 1º e il 2 marzo 2018 pubblica su Spotify, iTunes e YouTube due canzoni (Sad! e Changes) estratte dall'album ?, di cui annuncia l'imminente pubblicazione. Mentre nel primo dei due brani l'artista mantiene le tipiche sonorità trap (ma prediligendo già il canto all'auto-tune), in Changes la base è completamente suonata da un pianoforte, ed il rapper si cimenta in sole parti cantate, segnando un notevole distacco rispetto al suo iniziale stile musicale, ora più disciolto, emotivo e meno aggressivo. Sad! ha debuttato alla 17ª posizione, diventando il brano più famoso di Onfroy, raggiungendo alla fine il primo posto prima della pubblicazione del video musicale il 28 giugno e dopo la morte del rapper.
Il 12 marzo 2018 pubblica una foto su Instagram in cui mostra la tracklist ufficiale di ?, in cui figurano i featuring di Joey Badass, Travis Barker e PnB Rock e i singoli Hope, Sad! e Changes oltre ad altre 15 tracce, di cui una introduttiva, sul modello di The Explanation (in 17). L'album viene pubblicato il 16 marzo in streaming e download digitale, raggiungendo subito la cima delle classifiche di iTunes e della Billboard 200.
Dopo aver dichiarato di aver realizzato dei video musicali per alcuni suoi singoli, il 28 giugno 2018, undici giorni dopo la morte dell'artista, sul suo canale YouTube è stato pubblicato il video ufficiale della canzone Sad!, che ha suscitato l'interesse del pubblico arrivando primo in tendenze globali. Il video si propone in realtà come un cortometraggio, in cui il rapper assiste al suo stesso funerale. Il 1º ottobre, invece, è la volta del video ufficiale di Moonlight, altro singolo contenuto in ?.
Poco dopo l'uscita di ?, Onfroy sottoscrive un contratto con la  Empire Distribution, per il suo terzo album da solista, del valore di dieci milioni di dollari.

### Morte
Il 18 giugno 2018, Onfroy muore all'età di 20 anni in seguito ad una rapina, a Deerfield Beach, in Florida. Mentre lasciava la concessionaria di motociclette Riva Motorsports, fu bloccato all'uscita del parcheggio da un SUV Dodge Journey nero approssimativamente alle 15:55. Due uomini armati uscirono dal SUV e si avvicinarono al rapper mentre era seduto al posto di guida. Si verificò una breve colluttazione e gli uomini armati raggiunsero il veicolo di Onfroy, rubandogli una piccola borsa di Louis Vuitton e sparandogli addosso più volte (due colpi al collo e uno alla testa). I rapinatori fuggirono dalla scena col loro SUV e Onfroy fu trasportato d'urgenza all'ospedale dai paramedici del vicino Broward Health North di Deerfield Beach, dove venne dichiarato morto. La morte fu annunciata dall'ufficio dello sceriffo della contea di Broward alle 17:30 circa. Il sospettato Dedrick Devonshay Williams di Pompano Beach fu arrestato due giorni dopo l'accaduto, poco prima delle 19:00. Tenuto nella prigione della Contea di Broward, Williams fu accusato di omicidio di primo grado senza premeditazione. Nelle settimane successive, tre diverse persone sono state arrestate in quanto coinvolte nell'evento, tra cui il secondo colpevole Michael Boatwright.
Nel suo testamento, Onfroy aveva nominato sua madre Cleopatra e il fratello Aiden come i soli e unici beneficiari. Il futuro figlio di Onfroy, di cui la sua ragazza era incinta al momento della morte, non fu nominato nel testamento poiché questo venne redatto prima della gravidanza.
Un funerale pubblico, a bara aperta, si è tenuto il 27 giugno 2018 al BB&T Center, Sunrise, Florida, dove era concessa la presenza dei fan. Mentre il funerale privato si è svolto il giorno seguente e ha visto la partecipazione di rapper come Lil Uzi Vert, Lil Yachty e della cantante Erykah Badu. Onfroy è stato seppellito in un mausoleo al Gardens of Boca Raton Memorial Park, Boca Raton, Florida.

## Carriera postuma

### Prime pubblicazioni postume
Il 21 giugno 2018 viene pubblicato il primo singolo postumo di Onfroy, Ghost Busters, in collaborazione con Trippie Redd, Quavo e Ski Mask the Slump God, sul profilo Soundcloud di Redd. Il blog e rivista di hip-hop XXL ha pubblicato una serie di freestyle inediti che Onfroy fece durante il Freshman cypher nel 2017. Il rapper e produttore Ugly God ha pubblicato il 22 giugno 2018 una canzone chiamata Tear Drop sul suo profilo Soundcloud. Il singolo include dei freestyle performati da Onfroy durante il Freshman cypher, per rendergli omaggio.
Il 18 agosto, ILoveMakonnen, il produttore di Lil Peep, annuncia sui social un singolo che presenterà la collaborazione tra Onfroy e Lil Peep, anch'egli deceduto. Il brano, pubblicato il 19 settembre seguente, si intitola Falling Down e consiste in un riadattamento di Sunlight on Your Skin, singolo precedentemente pubblicato da Makonnen e Peep con l'aggiunta di alcuni versi di Onfroy, registrati da lui dopo la scomparsa di Peep. Il 31 agosto, il rapper Sauce Walka ha pubblicato il mixtape Drip God, con la collaborazione di Onfroy nella traccia Voss. Il brano è stato prodotto da Carnage. Il 27 settembre, Kanye West annuncia che Onfroy sarà presente nel suo prossimo album in studio, Yandhi. Il giorno successivo, viene pubblicato il dodicesimo album di Lil Wayne, Tha Carter V, e Onfroy compare nella traccia Don't Cry.
Il 22 ottobre, il manager Soloman Sobande ha dichiarato in un'intervista a Billboard che il terzo album di Onfroy sarebbe stato pubblicato "molto presto" e che ha in suo possesso più di due album di materiale. Tre giorni dopo, Skrillex ha pubblicato Arms Around You, singolo che vede la collaborazione di Lil Pump (che aveva anticipato il singolo pubblicando uno snippet il 1º agosto), Swae Lee e Maluma. La traccia è stata originariamente registrata nel 2017 con Rio Santana, il quale ha collaborato precedentemente nel brano i don't even speak spanish lol contenuto nell'album ?; tuttavia in seguito è stato modificato per aggiungere artisti collaborativi più grandi. In particolare, Lil Pump ha contattato la madre di Onfroy per chiedere di usare la voce di Onfroy nella traccia come tributo. Dopo l'uscita di Arms Around You, il produttore della canzone Mally Mall è stato intervistato da The Cruz Show di Power 106 dove ha confermato che nove canzoni di Onfroy sarebbero state pubblicate presto, confermando le collaborazioni di Rihanna e The Weeknd in due tracce.
Il 14 dicembre compare nella colonna sonora del film Spider-Man - Un nuovo universo, insieme a Lil Wayne e Ty Dolla Sign nell'undicesima traccia, Scared of the Dark. Il 12 giugno 2019, Craig Xen pubblica il brano Run It Back!, in collaborazione con Onfroy. Il mese successivo, Cleopatra Bernard, la madre di Onfroy, svela su Instagram la copertina e la data d'uscita del brano Royalty, fissata per il 19 luglio, in collaborazione con artisti giamaicani quali Vybz Kartel, Stefflon Don  e Ky-Mani Marley.
Il 13 agosto, le proprietà di XXXTentacion rivelano la pubblicazione imminente del remix di #ProudCatOwner #IHateRappers #IEatPussy, in collaborazione con Rico Nasty, proveniente dall'album ? (Deluxe), con data fissata per il 20 agosto dello stesso anno. #ProudCatOwnerRemix è stato pubblicato ufficialmente il 20 agosto. È stata annunciata anche la pubblicazione del relativo video musicale, attualmente in lavorazione.

### Il terzo albumSkinseMembers Only Vol. 4
L'8 novembre 2018 viene annunciata la data di pubblicazione del primo album postumo nonché terzo album in studio di Onfroy intitolato Skins, fissata per il 7 dicembre 2018. Il primo singolo di Skins, intitolato BAD!, è stato pubblicato il 9 novembre 2018. Skins viene pubblicato, come previsto, il 7 dicembre, su Spotify e iTunes. L'album prevede anche la partecipazione, alla traccia One Minute, di Kanye West. Recepito positivamente, l'album contiene tracce che spaziano tra diversi generi musicali, e ricalca lo stile adottato da Onfroy per ?.
Il 9 gennaio 2019, il collettivo Members Only e le proprietà di Onfroy annunciano online che il mixtape collaborativo Members Only, Vol. 4 sarebbe stato pubblicato il 23 gennaio 2019. L'album contiene sei canzoni di Onfroy registrate con il gruppo prima di morire.

### Bad Vibes Forever
Il 6 dicembre 2019 viene pubblicato l'ultimo album in studio del rapper, Bad Vibes Forever. L'album è composto da 25 tracce e presenta numerosi featuring, poiché molti brani presenti nell'album erano delle demo, dove XXXTentacion aveva registrato a malapena delle strofe, pensando di terminare l'album più avanti. Dell'album sono stati pubblicati anche diversi videoclip.

### Look at Me: The Album
Il 10 giugno 2022 viene pubblicato il terzo album postumo del rapper, Look at Me: The Album ,contenente diverse canzoni già conosciute tramite la piattaforma SoundCloud ma mai pubblicate su Spotify sino ad ora, come King of the Dead e Kill Me, registrata nel 2017 da una telefonata. Il disco è diviso in due parti, nella seconda ritroviamo i pezzi più importanti come Changes, Moonlight, Sad! ed Everybody Dies in Their Nightmares, che l'hanno reso, dopo la sua morte e la breve carriera, uno dei famigerati artisti a livello globale.

### Singoli
Il 28 gennaio 2022 esce il singolo Vice city su tutte le piattaforme di streaming digitale, per conto delle etichette Columbia Records e Bad Vibes Forever. Uscito in precedenza, questo è stato il primo singolo del rapper pubblicato su Soundcloud. Il 27 maggio dello stesso anno esce True Love, che vede come collaborazione il rapper Kanye West che anticipa l'uscita del nuovo album Look at Me: The Album, in cui sono contenute tracce uscite esclusivamente su Soundcloud, e alcune delle più note presenti nei suoi album: ?, Skins e Bad Vibes Forever.
Il 23 gennaio 2023, giorno del venticinquesimo compleanno di Onfroy, viene pubblicato il singolo I'm Not Human, in collaborazione con Lil Uzi Vert. In seguito vengono resi disponibili sui servizi streaming anche i singoli Very Rare Forever Freestyle e Let's Pretend We're Numb, così come l'EP ItWasntEnough, pubblicato nel 2016, e il singolo Emoji in collaborazione con Ronny J.
Il 30 maggio 2025 viene pubblicato un remix del brano Whoa (Mind in Awe) con la partecipazione di Juice Wrld.

## Stile e influenze
Lo stile rap di XXXTentacion si discosta dal tradizionale hip hop americano così come dall'astro nascente del trap, benché entrambi i generi esercitino grande influenza sul suo stile. Onfroy si è dimostrato un artista molto versatile, prendendo spunto anche da generi musicali come l'heavy metal, rap metal, cloud rap, rap rock, indie rock, e le classiche sonorità delle sue canzoni rimandano al lo-fi. Il flow di XXXTentacion è caratterizzato dalla costante presenza di bassi distorti, senza dimenticare il beat grezzo e sporco. Dalla seconda metà del 2017 fino al suo decesso nel giugno del 2018 fu conosciuto per le sonorità malinconiche e i testi trattanti temi come il suicidio, la depressione e la delusione amorosa, spaziando sempre tra diversi generi, quali l'hip hop o il rock sperimentale. Da prima trattò argomenti simili nelle sue tracce, ma non godettero di particolare fama. Fu uno dei principali esponenti dell'emo rap. I beat appartenenti a questo genere presentavano quasi sempre un canto malinconico (cantato da Onfroy o meno) ripetuto in loop per tutta la durata della canzone. La musica di Onfroy è stata anche definita come mumble rap, un termine usato per definire i rapper arrivati al successo negli anni 2010 attraverso piattaforme digitali come SoundCloud.
In una diretta sul suo account Instagram ha indicato come suoi artisti preferiti Kurt Cobain e soprattutto il cantante canadese The Weeknd, e ha aggiunto che il suo primo album Trilogy gli ha “salvato la vita” e che sperava di poter collaborare con lui in futuro.

## Procedimenti giudiziari

### Procedimenti giudiziari

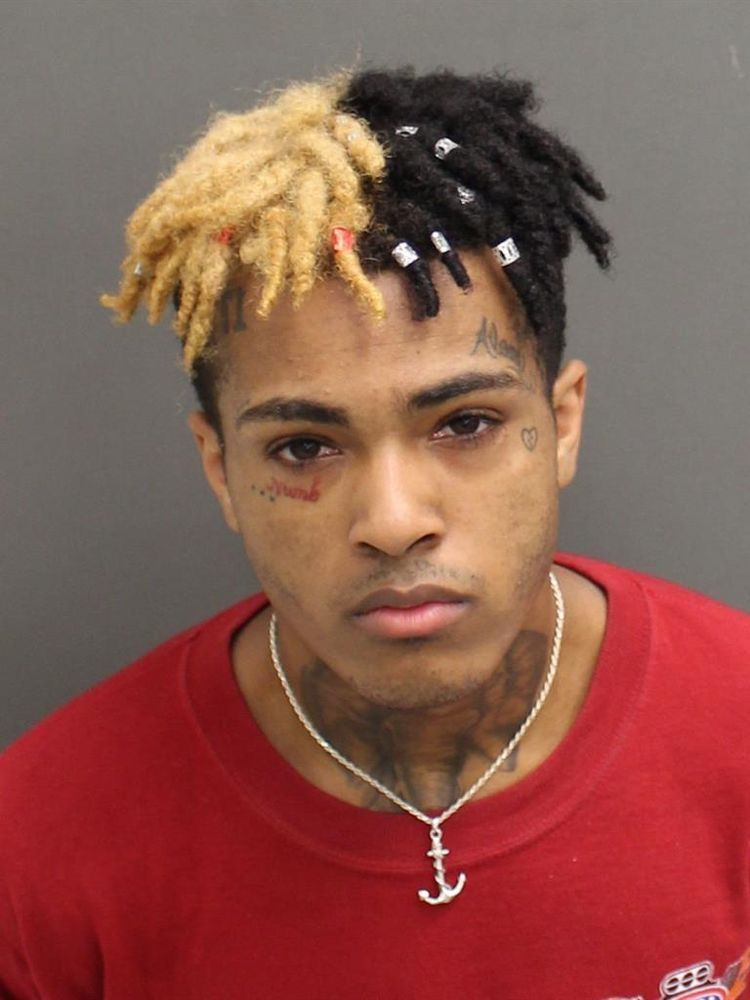
Onfroy nel luglio 2016, a seguito del suo arresto per rapina a mano armata

Nel 2014, Onfroy è stato mandato in un carcere minorile per un anno con l'accusa di possesso d'armi. Secondo Onfroy, durante il suo periodo di detenzione, il procuratore distrettuale stava tentando di processarlo come un adulto per possesso di armi. Le accuse che Onfroy ha dichiarato avrebbero avuto una pena di 5-10 anni di prigione.
Il 14 luglio 2016, Onfroy è stato arrestato e accusato di rapina e aggressione a mano armata. Secondo il rapporto di arresto, Onfroy sarebbe entrato nella casa di Che Thomas con altre tre persone armate. Dopo aver picchiato Thomas tre volte con la pistola, Onfroy è fuggito dalla casa con un iPad, un iPhone, una PlayStation Portable e 20 dollari. Onfroy fu arrestato originariamente ad Orlando, in Florida, fino a quando fu trasferito nella Contea di Orange, in California.
Dopo aver depositato una cauzione da 10000 $ all'inizio di ottobre dello stesso anno, in attesa di processo, il rapper è stato nuovamente arrestato a fine mese con l'accusa di arresto illegale, subornazione di testimoni e percosse aggravate di una vittima incinta. Il 26 marzo 2017, Onfroy è stato rilasciato dalla prigione su cauzione, mentre era accusato di rapina e aggressione a mano armata. Il suo processo per percosse aggravate di una vittima incinta è stato originariamente previsto per maggio 2017, tuttavia è stato respinto diverse volte e si sarebbe dovuto tenere il 5 ottobre 2018.

#### Geneva Ayala e la testimonianza suPitchfork

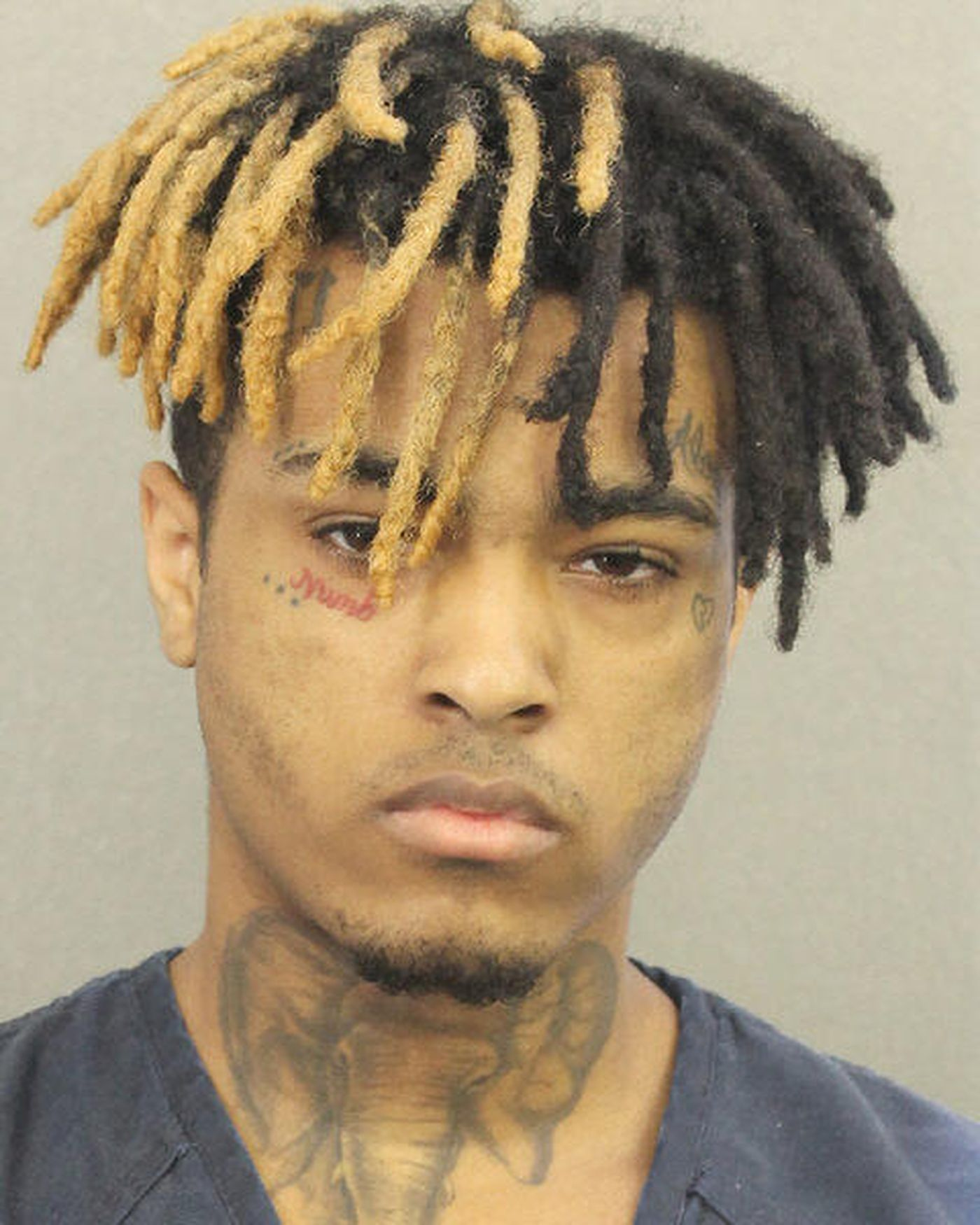
Onfroy nel dicembre 2016

L'8 settembre 2017 la rivista online Pitchfork ha reso nota una testimonianza anonima di 142 pagine sui maltrattamenti subiti da Geneva Ayala da parte di XXXTentacion. La testimonianza consisteva in una descrizione dettagliata dell'evolversi della relazione fra Onfroy e Ayala, con i particolari sugli abusi da parte di lui ai danni di lei. A due settimane dall'inizio della loro relazione, iniziata subito con la convivenza nell'abitazione di Onfroy presso North Miami, Geneva Ayala fu schiaffeggiata da Onfroy, che ruppe anche il suo iPhone 6s, per aver rivolto dei complimenti a un amico per i suoi gioielli. Il rapper di Plantation, inoltre, quello stesso giorno la minacciò di abusare di lei sessualmente tramite una forca da barbecue. Dopo il loro trasferimento ad Orlando, nel luglio 2016, un altro episodio di violenza si è verificato in occasione di un concerto di XXXTentacion, al termine del quale la coppia stava rientrando in casa: Onfroy aveva sentito Ayala canticchiare i versi di un collega di Onfroy stesso, e, in uno scatto di gelosia irosa, la assalì picchiandola, facendola anche cadere a terra colpendole la caviglia. Nell'ottobre 2016, XXXTentacion scoprì della gravidanza di Ayala, che lo aveva tradito durante una sua detenzione in carcere. Ayala venne picchiata, strangolata, rischiò di perdere l'occhio sinistro e fu minacciata di morte da Onfroy, che le intimò di continuare a vivere con lui fino a quando non avrebbe raggiunto una sufficiente stabilità economica per potersi trasferire. Ricorrendo al suo ex-fidanzato, Ayala riuscì infine a fuggire dall'abitazione di XXXTentacion.
La complicata relazione con Ayala ha enormemente influenzato lo stile ed anche la vita di Onfroy, che parla della sua derivata instabilità psicologica nel suo primo album solista, 17. Numerose sono le canzoni che l'artista ha dedicato alla vicenda di Geneva, tra le quali Depression & Obsession, Dead Inside, Fuck Love, Carry On, Orlando e Ayala.
Dopo la pubblicazione della testimonianza sulle violenze di Onfroy, l'artista ha esortato i suoi fan a "non essere ciechi" tramite il suo profilo Instagram. Se le accuse fossero rivelatesi fondate, il rapper avrebbe rischiato una detenzione di circa 15 anni.
Il 15 dicembre 2017, Onfroy viene arrestato a Miami per aver violato la libertà vigilata che gli era stata comminata precedentemente: per decisione del giudice, inoltre, la detenzione è destinata a durare sino alla data del processo fissato per la vicenda di Geneva Ayala. Il rapper statunitense si ritrova, inoltre, a rispondere di ulteriori sette capi d'accusa, tra cui intimidazione e molestia a danno dei testimoni. In supporto di XXXTentacion è subito arrivato il collega Ugly God, il quale ha presto rivelato di aver ricevuto numerose minacce per il supporto fornito a Onfroy. In caso di condanna, Onfroy rischierebbe come minimo "decenni di detenzione in carcere". Di lì a pochi giorni, il rapper viene rilasciato su cauzione e posto in libertà vigilata, restando scagionato poi dai capi d'accusa che gli erano stati imputati.
Tutte le accuse di Ayala caddero poco tempo dopo il decesso di Onfroy, il quale venne dichiarato innocente e il caso venne chiuso. Il 23 ottobre 2018, tuttavia, Pitchfork divulga una nota vocale della durata di 27 minuti, registrata dallo stesso XXXTentacion (già deceduto), nella quale il rapper confessa gli abusi domestici a danno di Ayala, minacciandola in terza persona di morte. La nota audio, risalente all'8 ottobre 2016, testimonia anche altri crimini commessi da Onfroy, tra tutti un pugnalamento.

### Dissing

#### Le accuse di plagio a Drake
Il 28 gennaio 2017, il rapper canadese Drake si esibì in un suo concerto ad Amsterdam, live caratterizzata dalla performance dell'artista di un nuovo brano, intitolato KMT, poi inserito nell'album More Life. Tale canzone fece allarmare Onfroy, all'epoca detenuto in carcere, il quale sospettò che Drake gli avesse plagiato il flow del brano Look at Me: Drake rispose, attraverso un'intervista con DJ Semtex, sostenendo di non aver composto il proprio brano con l'intenzione di plagiare quello di XXXTentacion. Successivamente, Onfroy, pur essendo in carcere, si fece intervistare da XXL Magazine, e diede la sua opinione sincera dei fatti, dopo aver parlato a lungo esclusivamente attraverso la piattaforma social Twitter:
Drake, tuttavia, decise comunque di pubblicare il brano KMT come parte di More Life, scatenando le ire di Onfroy, dei suoi colleghi, e dei fan di costoro. Nel programma radiofonico di Miami 103.5 The Beat, il rapper di Plantation, pubblicato di prigione il 30 marzo, si espresse così in merito a tale vicenda:
Successivamente, XXXTentacion cominciò a bersagliare Drake con molteplici provocazioni, soprattutto sui social network Instagram, dove ha pubblicato sulla propria pagina una foto d'infanzia di Drake con la madre ed il padre, la cui faccia è stata ritoccata con il volto di Onfroy stesso, e Twitter. In difesa di Drake intervennero altri importanti artisti della scena rap statunitense, come Offset del trio Migos, e 600Breezy. La tensione parve apparentemente riaccendersi quando Drake mise un like su un post di Instagram, dove si mostrava l'atterramento di XXXTentacion da parte del rapper Rob Stone.

#### L'aggressione di Rob Stone a San Diego

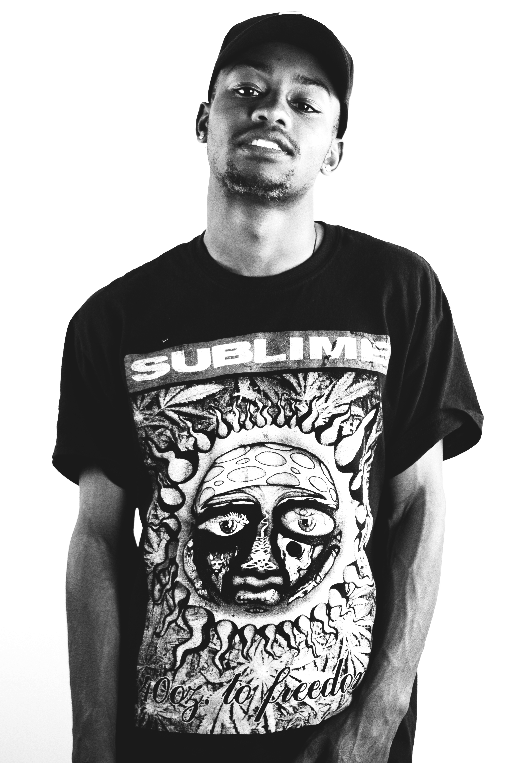
Il rapper californiano Rob Stone nel 2016

Il 9 aprile 2017 Ski Mask the Slump God si trovava all'Observatory North Park di San Diego, dove si stava tenendo un concerto del rapper newyorkese Desiigner, tappa del suo Outlet Tour. All'inizio della sua stessa performance, Ski Mask fu cacciato temporaneamente dal palco a opera dell'entourage del rapper Rob Stone, il quale si sarebbe dovuto esibire subito dopo Ski Mask. A far polemica fu Onfroy, amico di Ski Mask, che intimò via Twitter a Stone di non mettere le mani addosso a Ski Mask. Il giorno seguente, Ski Mask fu assalito da due individui, secondo lui membri dell'entourage di Stone, durante la sua esibizione al Fonda Theatre di Los Angeles, altra tappa del tour di Desiigner.
L'11 aprile, sia Rob Stone che Ski Mask furono intervistati separatamente per la rivista XXL Magazine, per dare la propria versione dei fatti riguardo ai recenti avvenimenti. Rob Stone si dichiarò colpevole del gesto compiuto a Los Angeles, sostenendo si trattasse di una vendetta per tre torti subiti: uno a Seattle, dove Ski Mask aveva interrotto l'esibizione di Rob Stone in Chill Bill per interagire con i fan, quello di San Diego (secondo Stone, Ski Mask si era rifiutato di posporre la propria esibizione in favore di un anticipo di quella di Rob Stone per motivi di tempistica), e quello di Los Angeles: prima dell'esibizione, infatti, Stone aveva chiesto a Ski Mask di poter risolvere gli attriti nel backstage, ma il rapper, pur avendo acconsentito, aveva deciso di non presentarsi. Ski Mask, invece, sostenne che Desiigner volesse che il rapper sostituisse completamente Rob Stone, che Desiigner stesso aveva intenzione di licenziare dal tour per 75000 $, cosa che aveva innescato le ire dello stesso Stone, che avrebbe prima impedito a Ski Mask di informare, durante la live di San Diego, che non si sarebbe più esibito, poi aggredito lo stesso rapper al concerto di Los Angeles.
Il 1º maggio 2017, sul profilo Twitter di Rob Stone, che si sarebbe dovuto esibire al Rolling Loud Festival di Miami tra il 5 ed il 7 maggio, comparvero due post:
Rob Stone si riferiva, nello specifico, alla cancellazione della sua esibizione allo stesso Rolling Loud Festival. Secondo il rapper, tale fatto sarebbe accaduto per volere di XXXTentacion, anch'egli invitato al festival, come artisti quali Lil Wayne, Travis Scott e Lil Pump, che avrebbe premuto anche per la sostituzione di Rob Stone con nientemeno che Ski Mask.
Il 7 giugno 2017, XXXTentacion fu aggredito da Rob Stone proprio nel corso della tappa all'Observatory di San Diego, mentre il rapper si esibiva in Revenge, inedito dell'album ancora non pubblicato 17. XXXTentacion svenne sul colpo. Il 9 giugno, infine, Rob Stone pubblicò su SoundCloud il brano Xxxtracredit, pezzo di dissing contro Ski Mask e Onfroy:
Flexin' on me, I told you don't test me homie /
[...] /
Okay now let me get this, why you beat a pregnant woman? /
[...] /
And second off you actin' soft depressed lil' homie /
And you put my number out /

#### L'aggressione a Los Angeles ed il coinvolgimento dei Migos

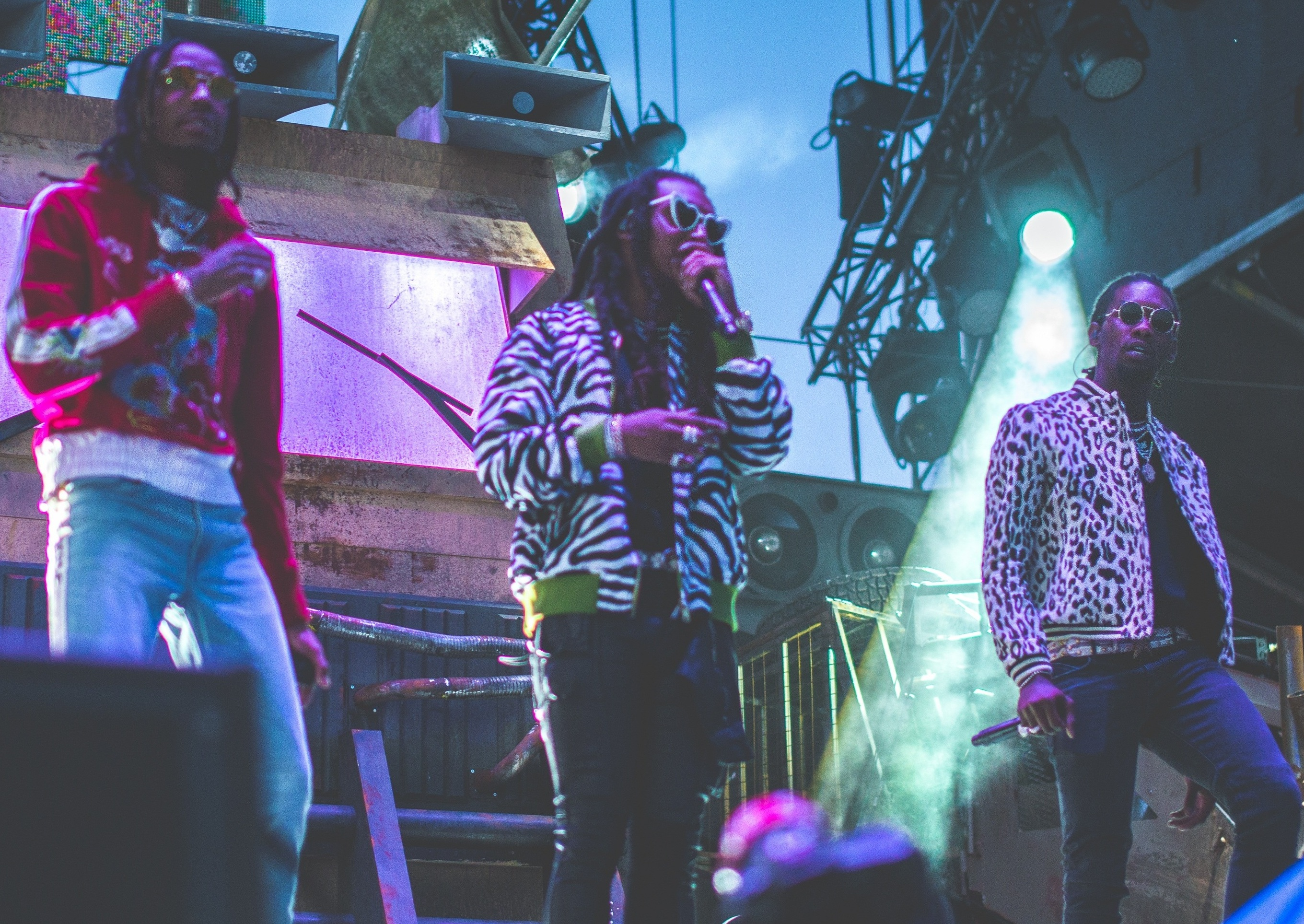
I Migos durante un concerto al Veld festival nell'agosto 2017

Il 13 novembre 2017, XXXTentacion, il quale si trovava davanti all'hotel di Los Angeles, presso il quale alloggiava, in compagnia della sua fidanzata e di un loro amico, viene assalito dal gruppo di rapper statunitense Migos, venendo pestato a sangue contemporaneamente dai tre membri del gruppo stesso, che vennero poi accusati di aver puntato una pistola sulla tempia di Onfroy, senza tuttavia premere il grilletto. Tale fatto viene denunciato dallo stesso XXXTentacion, il quale pubblica sul proprio account Instagram video e foto sulle sue condizioni fisiche, oltre a due filmati ripresi da lui stesso mentre rincorre il rapper Takeoff e dalle telecamere di sicurezza dell'hotel.
La causa di tale rissa sarebbe stata da ricercarsi nel dissidio che vi era stato nella prima porzione di 2017 tra Onfroy ed il canadese Drake (vedi sopra): in favore di quest'ultimo, nel diverbio circa i diritti d'autore del brano KMT ed il plagio di Look at Me, era intervenuto proprio Offset, il quale si sarebbe poi ritrovato coinvolto in veste di aggressore nella rissa ai danni di Onfroy. Il rapper di Plantation, in risposta all'aggressione, dopo aver reagito con la violenza, reagì con delle frasi provocatorie nei confronti di Offset circa la rapper statunitense Cardi B, fidanzata dello stesso componente dei Migos.
Poco dopo il fatto, tuttavia, sotto un post Instagram di Takeoff viene pubblicato un commento di XXXTentacion di scuse, in riferimento alle accuse di averlo assalito: viene poi rivelato che Onfroy era stato aggredito da due individui non bene identificati, non corrispondenti tuttavia né a Takeoff né a Offset.

### La controversia con la Caroline Records
Il 19 ottobre 2017, attraverso il proprio profilo Instagram, XXXTentacion annuncia la firma di un contratto con Caroline Records, sottogruppo della Capitol Records, a sua volta componente della Universal Music Group. Il contratto che lo avrebbe legato all'etichetta discografica aveva un valore di 6 milioni di dollari.
Il 26 ottobre seguente, il rapper di Plantation rivela pubblicamente di aver rotto l'accordo contrattuale con il gruppo Caroline, anche se, stando ad altre fonti, il contratto non sarebbe stato realmente rotto. Possibilmente, tale accordo sarebbe stato minato proprio dall'incertezza della Caroline nell'accettare un artista già incriminato per crimini domestici: poco prima, infatti, negli USA era scoppiato lo scandalo di molestie sessuali da parte di Harvey Weinstein, e la casa discografica stava compiendo passi indietro nel trovare un accordo contrattuale con il rapper. Il riferimento è chiaramente al dossier pubblicato da Pitchfork sugli abusi domestici di Onfroy ai danni della Ayala. In seguito, tuttavia, arriva la notizia da parte dello staff di Onfroy che conferma la conservata validità del contratto con la Caroline.

## Discografia

### Solista
- 2017 – 17
- 2018 – ?
- 2018 – Skins (postumo)
- 2019 – Bad Vibes Forever (postumo)
- 2022 – Look at Me: The Album (postumo)

### Con i Members Only
- 2020 – XXXTentacion presents: Members Only, Vol. 4 (postumo)

## Riconoscimenti
- 2018 – American Music Award
  - Candidatura per Nuovo Artista dell'Anno[229]
  - Miglior album Soul/R&B per 17[230]
- 2018 – BET Hip Hop Awards
  - Miglior Nuovo Artista Hip Hop[231]
- 2018 – Billboard Music Award
  - Candidatura di Miglior album R&B per 17[232]
- 2019 – Billboard Music Award
  - Miglior album R&B per 17[233]